# میشل مارتین درولینگ
میشل مارتین درولینگ (انگلیسی: Michel Martin Drolling; 7 march 1786 – ۹ ژانویه ۱۸۵۱ (۶۴ ساله)) نقاش اهل فرانسه بود.
وی همچنین برندهٔ جوایزی همچون جایزه بزرگ رم شده‌است.